# Tematiche LGBT nei fumetti statunitensi
Nei fumetti statunitensi tradizionali, personaggi e tematiche LGBT sono un elemento relativamente recente, poiché i personaggi omosessuali, bisessuali e transgender sono stati storicamente omessi per motivi di censura o perché considerati inadatti alla trattazione di determinate tematiche, perché indirizzati a un pubblico molto giovane. La Comics Code Authority (CCA) ha vietato, fino al 1970, qualsiasi tipo di menzione dell'omosessualità nei fumetti statunitensi e per questo qualsivoglia tentativo di esplorazione di tali argomenti è potuto avvenire soltanto attraverso sottili accenni e sottotesti; alcuni temi LGBT sono stati, però, affrontati già a partire dai primi anni '70, nei cosiddetti fumetti underground, pubblicati indipendentemente e spesso ad opera di autori gay e con trame autobiografiche.
Personaggi apertamente LGBT sono stati storicamente esclusi dai fumetti tradizionali - appartenenti, quindi, al genere dei supereroi e pubblicati negli Stati Uniti a partire dagli ultimi anni '30 -, e le due maggiori case editrici, Marvel Comics e DC Comics, sono state spesso criticate per la loro mancanza di inclusività. Nonostante la capacità di molti supereroi di cambiare sesso attraverso l'uso di abilità magiche o avanzate tecnologie sia spesso stata considerata un riferimento indiretto alla transessualità, manca anche qui una rappresentazione adeguata.

## Censura, critica e inclusività
Per la maggior parte del XX secolo, le rappresentazioni di relazioni omosessuali sono state fortemente scoraggiate. Fino al 1970 la Comics Code Authority (CCA) ha di fatto imposto la censura su tutti i prodotti venduti, vietando qualsiasi accenno all'omosessualità ed escludendo i personaggi LGBT da tutte le opere recanti il marchio CCA. La CCA nasce in seguito alla pubblicazione di "Seduzione dell'Innocente" di Fredric Wertham, che accusava i fumetti di influenzare negativamente i bambini con immagini di violenza e sesso, inclusi riferimenti subliminali all'omosessualità. Secondo Wertham, la forza e l'indipendenza di Wonder Woman ne facevano un personaggio gay, e "la storia di Batman stimolava, nei bambini, fantasie omosessuali". Di conseguenza, l'orientamento sessuale di un personaggio non veniva mai chiaramente definito durante la sua storia, se non con alcuni accenni. Tematiche LGBT sono state per la prima volta trattate solo successivamente, in titoli underground e alternativi, che non portavano il sigillo di approvazione della CCA.
Negli ultimi anni il numero di personaggi appartenenti alla comunità LGBT è incredibilmente aumentata anche nei fumetti di supereroi. Inizialmente relegati a ruoli secondari, con il passare del tempo lo spazio loro concesso si sta allargando sempre di più. Questo ha portato, da un lato, a elogi da parte della comunità LGBT e organizzazioni come la Gay & Lesbian Alliance Against Defamation (GLAAD), dall'altro, a critiche da parte dei gruppi conservatori.  I fumetti vengono regolarmente accusati di voler sovvertire i lettori a uno "stile di vita gay" e di "attirare i giovani ragazzi nella rete perversa dell'omosessualità e dell'AIDS".
Secondo lo scrittore Devin Grayson, il grado di libertà creativa concessa dagli editori nella rappresentazione di personaggi LGBT dipende dalla popolarità del personaggio in questione: quelli di più vecchia data richiederebbero della continuità retroattiva per modificare la loro identità sessuale e hanno, per questo, meno probabilità di essere rappresentati come appartenenti alla comunità rispetto a personaggi più recenti. I fan, infatti, sono spesso scontenti quando vengono apportate delle modifiche alla storia di un personaggio, in particolare quando queste riguardano l'ambito della sessualità. Alan Moore suggerisce che, in questi casi, è tendenzialmente preferibile creare personaggi nuovi.
Scott Lobdell racconta che sono spesso proprio i fan, e non gli editori, ad avere una reazione particolarmente negativa alle questioni LGBT. Moore aggiunge, a tal proposito, che ciò è "probabilmente perché va ormai di moda il cliché del personaggio gay e un po' strambo", e che, nonostante l'inclusività nei fumetti tradizionali stia migliorando, i personaggi LGBT continuano ad essere spesso limitati da stereotipi e non rappresentano uno spaccato autentico delle categorie a cui appartengono. Greg Rucka precisa, poi, che alcune scene che presentano interazioni tra personaggi dello stesso sesso vengono respinte dagli editori a causa di un disagio generale legato ai contenuti sessuali, e non perché legati alla sfera LGBT.
D'altra parte, l'inclusione di queste tematiche attira una fortissima attenzione dei media, che mette talvolta a disagio i fan e i creatori stessi. Podcaster Faust sottolinea, ad esempio, come in una serie con personaggi apertamente gay e già di per sé significativa, un matrimonio omosessuale venga considerato un "evento straordinario" Lobdell, interrogandosi sull'attenzione che i media riservano ai personaggi gay, spera che in futuro "questi personaggi non facciano più notizia, perché comuni come i cappelli e le sciarpe".

## DC

### Prima degli anni '90
Come riportato nell'Encyclopedia of Gay Histories and Cultures (2000), sottotesti a tema LGBT erano stati affrontati già nell'età dell'oro dei fumetti (ovvero dalla fine degli anni '30 all'inizio degli anni '50) dalla DC Comics, che aveva lasciato intendere ai lettori una relazione omosessuale tra alcuni supereroi e i loro aiutanti, e aveva creato ambientazioni come la Paradise Island, abitata da sole donne. Nonostante gli autori abbiano più volte negato l'omosessualità dei loro personaggi, la relazione tra Batman e Robin è stata notoriamente sottolineata dallo psicologo Fredric Wertham, che in Seduzione dell'Innocente ha definito la storia di Batman "psicologicamente omosessuali", con una "sottile atmosfera di omoerotismo che accompagna le avventure del più maturo 'Batman' e del suo giovane amico 'Robin'". Batman è un personaggio di forte interesse per la comunità gay, in quanto "uno dei primi personaggi di fantasia ad essere stato attaccato per la sua presunta omosessualità" e la serie TV degli anni '60 rimane una pietra miliare della cultura camp. Frank Miller ha definito il Joker come un "incubo omofobico", che porterebbe Batman a convertire i propri bisogni sessuali in una lotta al crimine.  Anche Burt Ward si mostra d'accordo con questa interpretazione, ribadendo che il rapporto tra i due personaggi potrebbe essere interpretato come sessuale. Durante la creazione del personaggio di Jericho in Teen Titans, Marv Wolfman e George Perez presero in considerazione l'idea di renderlo gay, cosa che lo avrebbe reso uno dei primi personaggi omosessuali ad apparire in un importante fumetto di supereroi. Tuttavia l'idea è stata abbandonata, perché rendere omosessuale un personaggio sensibile, artistico ed effeminato come Jericho sarebbe risultato troppo stereotipato.
Nell'Action Comics #20, del 1940, Ultra-Humanite, antagonista di Superman, rapisce un'attrice e riesce a inserire "il suo potente cervello nel suo giovane corpo". La critica di Autostraddle, Mey Rude, ha indicato in lui un primo esempio di "personaggio non del tutto trans"; nel nº 22 questa versione di Ultra-Humanite non compare più, poiché il personaggio trasferisce la sua coscienza nel corpo di uno scimmione albino. Un altro esempio interessante è Sir Tristan, apparso negli anni '80 nella serie Camelot 3000: una notte egli si reincarna in una donna e, dopo aver cercato in molti modi di tornare al proprio sesso originale, accetta infine il cambiamento. Rude critica questo personaggio, che dimostra "la completa ignoranza nel mondo dei fumetti sulla questione transessuale".
Il primo vero personaggio apertamente omosessuale a calcare le scene è stato Extraño, un effeminato uomo ispanico il cui nome significa "Strano" in spagnolo, creato da Steve Englehart e Joe Staton e apparso in Millennium e Nuovi Guardiani nel 1987. New Guardians non ebbe grande successo ma, durante il suo breve periodo di stampa, riportava tra i personaggi anche una persona deceduta per AIDS. Un sequel ufficiale di Millennium, The Spectre (vol. 2) #11, descriveva una manifestazione contro l'AIDS, composta "per lo più da uomini, la maggior parte dei quali gay". Molti personaggi, tra cui l'Incantatrice (che li definisce "sporchi e disgustosi") e un pilota della polizia di nome Ed (che utilizza la parola "frocio" per insultarli) vengono manipolati da uno Spirito a Sette Teste e si scagliano contro i manifestanti, che vengono salvati grazie all'intervento di Spectre, Doctor Fate, Deadman, Madame Xanadu e Ben Turner.
Già in Watchmen (1986), uno dei personaggi centrali, Ozymandias, era stato definito "probabilmente omosessuale" da Rorschach, che i critici hanno poi interpretato come asessuale. La serie implicava, anche, una chiara omosessualità dei personaggi minori Hooded Justice, Captain Metropolis e Silhouette, espulsa dalla squadra per il suo orientamento sessuale. Mark White e William Irwin dichiarano che, in Watchmen and Philosophy, le relazioni gay rimangono ambigue perché "gran parte del pubblico eterosessuale prova ancora disgusto nei confronti dell'omosessualità" e che Watchmen è particolarmente significativo perché sfida i preconcetti legati ad essa, in quanto "anche se Hooded Justice e Captain Metropolis sono gay, di sicuro non si comportano o sembrano gay". Alan Moore è stato descritto dallo scrittore di AfterElton.com, Lyle Masaki, "un vero sostenitore", per la sua tendenza a includere personaggi complessi appartenenti alla comunità LGBT e per la realisticità con cui tali argomenti vengono affrontati in Watchmen e in V per Vendetta .

### Anni '90
Nei titoli DC dei primi anni '90 sono presenti alcuni personaggi LGBT minori. Tematiche legate alla transessualità sono presenti in Legion of Super-Heroes, del 1992, in cui Element Lad scopre che Shvaughn Erin, la donna di cui è innamorato, è in realtà un uomo che ha assunto una sostanza in grado di fargli cambiare sesso pur di stare con lui; Element Lad rivela, successivamente, di preferire Shvaughn nella sua versione maschile. In The Legion of Super-Heroes viene fortemente suggerita una relazione omosessuale tra Shrinking Violet e Lightning Lass, tuttavia tutti questi personaggi sono stati modificati nel reboot Zero Hour e resi eterosessuali. Come detto precedentemente, in Camelot 3000  troviamo Sir Tristan, che si reincarna nel corpo di una donna. Altre trame interessanti che affrontano tematiche LGBT includono The Flash (vol. 2) # 53 del 1991, in cui l'antagonista Pied Piper è omosessuale, e che ottenne nel 1992 il primo premio GLAAD per il miglior fumetto. Significativo è anche il coming out dell'assistente di Kyle Rayner e il bullismo omofobico raccontato in Lanterna Verde, entrambi scritti da Judd Winick. Questi lavori hanno ottenuto due premi GLAAD e un Gaylactic Spectrum Awards (oltre a un'ulteriore nomination). In Lanterna Verde troviamo anche, tra i personaggi secondari, una coppia lesbica, formata da Lee e Li.
Doom Patrol non solo introduce, negli anni '90, una serie di personaggi LGBT ma affronta apertamente il tema della transessualità. La base di Doom Patrol si trova nella strada drag (travestita) e senziente Danny the Street. Il nome viene dall'imitatrice britannica Danny La Rue e la strada si "traveste in drag" ospitando negozi tipicamente maschili (per esempio negozi d'armi) e decorandoli con motivi vistosi e tende color pastello. Un membro della squadra è il transessuale e bisessuale Coagula, in grado di far coagulare liquidi e dissolvere solidi, creato dalla scrittrice fantasy Rachel Pollack, anch'essa transessuale. Coagula ottiene i suoi poteri lavorando come prostituta, da uno dei suoi clienti, Rebis, un ermafrodita radioattivo, a seguito di un loro rapporto sessuale.
La DC ha pubblicato nel corso degli anni una serie di contenuti interessanti sia su Wildstorm che su Vertigo. Mentre WildStorm era originariamente prodotta da Image Comics, nota per un numero molto più alto di personaggi LGBT, Vertigo è pensato per un pubblico più maturo e per questo consente di affrontare temi più strettamente sessuali. George Haggerty osserva, in Gay Histories and Cultures: an Encyclopedia, che "una futura trattazione di rilievo delle tematiche omosessuali sia molto probabile con Vertigo". I titoli prodotti da Vertigo che hanno affrontato temi LGBT includono Sandman, Shade, the Changing Man ed Enigma. In Sandman: Il Gioco della Vita (1991) abbiamo un personaggio transessuale e il suo creatore, Neil Gaiman, ha affermato di aver incluso personaggi transgender nelle sue opere in risposta alla mancanza di una rappresentazione realistica della categoria nel mondo dei fumetti. Questo personaggio, Shade il Mutaforma, è un alieno in grado di cambiare la sua forma esteriore: ciò fa sì che chi interagisce con lui lo percepisca come donna e, sebbene egli rimanga a tutti gli effetti un uomo, vari riferimenti nella storia fanno intuire che abbia avuto dei rapporti con entrambi i sessi. Enigma (1992), con il suo protagonista omosessuale, decostruisce completamente il genere dei supereroi. La bisessualità di John Constantine, protagonista di Hellblazer, inizialmente accennata nel 1992, è stata confermata nel 2002. Nella serie televisiva, tuttavia, a causa delle linee guida della NBC, Constantine è stato rappresentato come eterosessuale, scelta che ha causato malcontento sia nella critica che nei fan.
Un esempio di personaggio omosessuale nel ruolo di protagonista è dato dal supereroe Midnighter, che appare per la prima volta nei fumetti pubblicati da WildStorm. Il Midnighter (simile a Batman) è in una relazione con Apollo (simile a Superman) durante il servizio nella squadra di supereroi The Authority . Inizialmente i riferimenti a tale relazioni sono stati sottili; nonostante questo, la redazione della DC ha comunque deciso di censurare un bacio tra i due personaggi in un volume del 2000. Descritta come la "prima coppia apertamente gay nei fumetti", in un numero successivo Midnighter e Apollo si sposano e hanno una figlia adottiva. Il la serie dedicata esclusivamente a Midnighter, iniziata nel 2006, è stata criticata da François Peneaud per aver completamente lasciato da parte il rapporto del protagonista con il marito, e per l'uso continuo di insulti omofobici da parte dei cattivi. Critiche sono state mosse anche a un episodio in cui Apollo viene violentato, trattamento che non è mai applicato ai supereroi eterosessuali. Alan Moore ha indicato in questi due personaggi un esempio dello "strano atteggiamento" del mondo del fumetto nei confronti dei temi LGBT. Nel 2015 comincia una nuova serie dedicata a Midnighter, pubblicata questa volta dalla DC: si tratta della prima serie di supereroi con protagonista omosessuale ad essere pubblicata da un editore tanto importante.
Gli anni '90 vedono la nascita di molti personaggi considerati dalla critica come "quasi trans". Tra questi il già citato Shvaughn Erin, che scopriamo, in Legion of Super-Heroes n. 31, essere nata con il dead name (nome morto) Sean e che ha assunto una sostanza per diventare donna perché innamorata di un supereroe uomo. Questa caratterizzazione è stata molto criticata, perché dimostrava una forte ignoranza nei confronti delle donne transessuali, che gli autori sembravano quasi considerare "semplicemente degli uomini gay che vogliono uscire con uomini eterosessuali". Pochi anni dopo, nel 1997, Comet appare nei fumetti di Supergirl, rivelandosi un mutaforma con due identità, una donna bisessuale di nome Andrea Martinez e un centauro di sesso maschile di nome Comet. È stato anche un periodo in cui c'è stata un'"ascesa di fumetti alternativi alla DC", che ha dato più ruoli ai personaggi trans.

### Anni 2000
Manhunter, creato da Mark Andreyko nel 2004, ha suscitato numerose reazioni quando il fidanzato del consulente omosessuale del protagonista si è rivelato essere Obsidian, membro di vecchia data di Infinity, Inc.. A seguito di una serie di storie eterosessuali finite male durante la sua permanenza nella Justice League, egli avrebbe faticato ad accettare la propria omosessualità, dichiarandola apertamente solo nelle sue apparizioni in Manhunter. Andreyko ha precisato che rendere Obsidian omosessuale non è stata una modifica retroattiva ma un'evoluzione del tutto logica nella crescita del personaggio. Nel 2006, i superpoteri di Erik Storn gli permettono di trasformarsi in un supereroe femminile e, due anni dopo, Loki viene ritratto come una donna, a partire dal 2008 fino al 2009. Successivamente Al Ewing, in Loki: Agent of Asgard, afferma che Loki è bisessuale e, di tanto in tanto, modifica anche il proprio genere. Questo ha portato alcuni critici a dire che Loki potrebbe essere visto come transessuale.
Interpretazioni omosessuali del personaggio di Batman si sono susseguite negli anni. Un esempio particolarmente importante si è verificato quando, nel 2000, la DC Comics non ha concesso la ristampa di quattro pannelli (da Batman #79, 92, 105 e 139) per le illustrazioni del lavoro di Christopher York dal titolo  All in the Family: Homophobia e Batman Comics in the 1950s (Tutto in Famiglia: Omofobia e i fumetti di Batman negli anni '50) . Nell'estate del 2005, sono state esposte una serie di acquerelli raffiguranti Batman e Robin in pose suggestive e sessualmente esplicite, a opera del pittore Mark Chamberlain. La DC ha allora minacciato sia l'artista che la galleria Kathleen Cullen Fine Arts di intraprendere azioni legali se non avessero cessato la vendita delle opere e restituito di eventuali profitti.
Nel 2006 la DC ha attirato l'attenzione dei media annunciando una nuova versione lesbica del noto personaggio Batwoman, anche se esistevano già altri personaggi apertamente omosessuali come l'agente di polizia di Gotham City Renee Montoya, e al Comicon di New York del 2009 fu annunciato il suo ruolo di supereroina gay di più alto profilo nella DC Comics, apparendo in un nuovo volume della Justice League scritto da James Robinson e assumendo il ruolo di protagonista in Detective Comics, con il numero # 854. Greg Rucka ha dichiarato che gli editori della DC non hanno posto problemi all'omosessualità di Montoya o Batwoman ma la controversia aperta dai media "ha annullato qualsiasi effetto positivo che il personaggio avrebbe potuto avere sull'industria", costringendo il personaggio a ruoli minori nelle principali trame crossover. Nel 2011, Batwoman ha fatto parte delle edizioni di rilancio DC The New 52. Questo ha fatto di lei il primo personaggio LGBT protagonista di una serie a cadenza mensile nell'Universo DC.
Nel 2006, Gail Simone riprende i Segreti Sei, un team di cattivi composta da nuovi membri, tra cui molti appartenenti alla comunità LGBT, come la lesbica Scandal Savage, la sua amante Knockout, la pansessuale Rag Doll, i bisessuali Jeannette e Catman e Percelain, personaggio genderfluid.

### Dal 2010
In Earth 2, viene dichiarata l'omosessualità di Lanterna Verde Alan Scott. Nel numero 3, scopriamo che Scott ha un compagno di nome Sam, al quale intende chiedere di sposarlo mentre sono in vacanza in Cina. Tuttavia, prima che possa accadere, il treno su cui la coppia sta viaggiando viene distrutto. Una misteriosa fiamma verde protegge Scott, mentre una voce incorporea lo informa che lo schianto è stato causato da una forza che minaccia l'intero pianeta e che Sam non è sopravvissuto. L'addolorato Scott otterrà così i poteri necessari per vendicare il suo amato e per salvare il mondo.
Insieme a Batwoman, come parte delle edizioni di rilancio The New 52 viene annunciata anche una nuova serie, con protagonista Voodoo, una donna afroamericana bisessuale e il nuovo personaggio Bunker, un supereroe latino apertamente gay, parte del cast principale della nuova serie Teen Titans. Demon Knights ha riportato in vita Shining Knight, precedentemente apparso in Seven Soldiers of Victory di Grant Morrison come una ragazza travestita da uomo. Nella nuova serie, però, The Shining Knight dichiara di non essere solo uomo o donna ma entrambe le cose.  Questo lo renderebbe il primo supereroe intersex.
Il numero di personaggi LGBT nell'Universo DC continua a crescere, includendo supereroi bisessuali sia tra i personaggi minori, come Sarah Rainmaker e Icemaiden, che tra i più importanti, come Catwoman e Jericho . L'omosessualità di Catwoman viene confermata in #39, evento particolarmente importante trattandosi uno dei personaggi più famosi dell'intero universo DC. La DC Comics ha inoltre ufficialmente confermato che Harley Quinn e Poison Ivy, sulla cui relazione molti fan si sono interrogati, sarebbero effettivamente fidanzate, sebbene senza le gelosie legate alla monogamia.
Nel 2016, Sensation Comics vede Wonder Woman officiare un matrimonio tra persone dello stesso sesso nel numero 48, disegnato dall'illustratore australiano Jason Badower. Questi ha affermato che la DC Comics si è mostrata entusiasta della propria idea, ispirata dalla sentenza della Corte Suprema di giugno, che aveva stabilito l'eguaglianza matrimoniale in tutti gli Stati Uniti. In un'intervista con The Sydney Morning Herald, ha aggiunto che il suo editore aveva reagito alla propria idea dicendo "Fantastico, lo adoro! Facciamolo." La difesa per i diritti omosessuali portata avanti da Wonder Woman è divenuta ancora più esplicita nel 2016, quando lo scrittore Greg Rucka ha annunciato il suo essere canonicamente bisessuale, come nella sua riscrittura in Rinascita. Rucka ha affermato che Wonder Woman non può che essere queer e ha sicuramente avuto delle relazioni omosessuali nella sua isola, abitata da sole donne. Ciò è stato ripreso nella versione alternativa o non-canonica Earth One di Grant Morrison, e da Gail Simone, che ha appoggiato fermamente la scelta di Rucka. Sorpresa dalla reazione negativa da parte dei fan, Rucka ha risposto affermando che rapporti sessuali consenzienti con altre donne sono estremamente importanti per Wonder Woman, tanto quanto la Verità è importante per Superman.

## Marvel

### Anni '90
L'inclusione di tematiche LGBT nei Marvel Comics appare piuttosto scarsa, se confrontata con quella della DC, sebbene sia stata definita "meno prolifera ma più meditata". Alcuni critici hanno sottolineato come in Alpha Flight #45, del 1987, fosse presente un personaggio "quasi" transessuale: Sasquatch la cui anima, una volta "ucciso", viene trasferita in un corpo di donna, comportando un'identità femminile nella forma umana e una maschile nella sua "forma di Sasquatch". Secondo quanto riferito, la Marvel ha obbedito a una politica "anti-omosessualità" durante il mandato di Jim Shooter, negli anni '80, mentre dagli anni '90, in risposta alle proteste dei gruppi conservatori, fu imposta l'etichetta "adatto a un pubblico di soli adulti" a tutte le serie con un personaggio omosessuale di rilievo. Secondo quanto affermato dall'editore Joe Quesada nel 2006, questa politica sembrerebbe non essere più in vigore. Anche se coppie dello stesso sesso vengono occasionalmente mostrate nell'atto di baciarsi, non ci sono mai scene intime o sessuali nemmeno nelle produzioni Marvel "per adulti". Molti hanno voluto vedere nei mutanti degli X-Men e nelle discriminazioni che questi affrontano una metafora dei gruppi minoritari nel mondo, compresa la comunità LGBT.
Northstar di Alpha Flight, membro del team originario, è stato il primo importante personaggio gay della Marvel Comics. Il creatore John Byrne ha affermato che Northstar era stato concepito come omosessuale fin dal 1979 ma, anche se alcuni accenni sulla sua identità sessuale erano apparsi già nei numeri 7 e 8 nel 1983, la sua apparente mancanza di interesse per le donne era sempre stata attribuita al suo ossessivo bisogno di vittoria e al desiderio di diventare campione di sci. L'omosessualità del personaggio è stata finalmente dichiarata nel numero 106 di Alpha Flight, l'unico numero ad essere stato inserito nella Gaylactic Hall of Fame. La malattia a cui fa riferimento la storia di Northstar è stata vista da alcuni lettori come una metafora dell'AIDS, che viene curata nel momento in cui il personaggio scopre di essere per metà di una razza non umana. Anche se vengono mostrate molte interazioni con altri personaggi gay, come accede nel Marvel Swimsuit Special con il membro del Pantheon Hector, la scelta di non mostrare mai Northstar baciare un altro uomo è stata fortemente criticata.
Dopo la cancellazione di Alpha Flight, Northstar è apparso in una miniserie a lui dedicata, che ha per lo più ignorato la sua sessualità ed è, alla fine, diventato un membro degli X-Men. Durante il suo percorso in questa squadra, diviene mentore all'adolescente mutante Anole, anch'egli omosessuale e fuguro membro degliYoung X-Men insieme a Graymalkin .  Altri membri LGBT tra i mutanti sono Phat, Vivisector e Bloke della squadra X-Statix  e Mystica, coinvolta in una relazione con Destiny, rivelata esplicitamente soltanto anni dopo la morte di quest'ultima.

### Anni 2000
Il personaggio Freedom Ring era stato pensato dal suo creatore Robert Kirkman come omosessuale fin dal suo debutto sulle scene. Nonostante sia stato pubblicizzato come il principale eroe gay della Marvel Comics e le sue avventure narrate in Marvel Team-Up, Freedom Ring è stato ucciso dagli autori appena un mese dopo il suo debutto. La sua morte precoce e il trattamento generale a lui riservato hanno causato reazioni negative, comprese accuse di omofobia, considerando soprattutto l'immagine fallica della sua morte, in cui il personaggio viene trafitto a morte da degli spuntoni. Kirkman si è espresso al riguardo come segue: "Freedom Ring è stato pensato fin dall'inizio come un eroe inesperto che sarebbe stato perennemente malmenato e alla fine probabilmente ucciso. Doveva essere una riflessione sul fatto che la maggior parte dei supereroi ottiene i suoi poteri e poi va tutto bene... e non è così che funziona la vita reale. Durante la scrittura del personaggio ho avuto modo di constatare quanto la maggior parte dei personaggi omosessuali sia completamente incentrata sull'essere gay. I personaggi etero, invece, sono individui a tutto tondo, a cui piacciono le ragazze. Per questo volevo creare un personaggio completo a cui, tra le tante cose, piacevano gli uomini. Ho deciso così di unire le due idee. Con il senno di poi, sì, uccidere un personaggio omosessuale è stato un errore, ce ne sono già così pochi... ma avevo le migliori delle intenzioni." L'autore ha in seguito aggiunto: "Francamente, considerato quanto minuscola sia la percentuale di personaggi omosessuali nei fumetti e quanto le loro rappresentazioni siano ancora così poco accurate, capisco perfettamente la reazione negativa alla morte di Freedom Ring, nonostante le mie intenzioni. Se potessi rifare tutto daccapo... non lo ucciderei. Più passa il tempo e più me ne pento. Mi sono sbarazzato di, che so, il 20% dei personaggi omosessuali della Marvel, uccidendone soltanto uno. Non ho preso in considerazione tutto questo durante la mia scrittura.
Negli anni 2000 assistiamo all'introduzione di due personaggi quasi transessuali: Jessica Drew, un clone femminile di Peter Parker, e Courier, una sua amica mutaforme che viene intrappolata in una forma femminile dal malvagio Mr. Sinister; abbiamo poi Xavin, un mutaforma apparso in Runaways, originariamente maschio ma che assume sembianze femminili, dichiarando nel volume n.8 che "cambiare genere non è diverso dal cambiare il colore dei capelli". Sebbene Mey Rude di Autostraddle precisi di non considerare Xavin una rappresentazione dell'esperienza delle persone transessuali, riconosce che il personaggio esplora i cambiamenti di genere "in un modo piuttosto rivoluzionario per il mondo dei fumetti."
Nel 2002, la Marvel recuperò il personaggio di Rawhide Kid inserendolo nelle produzioni Marvel MAX, introducendo così il primo personaggio apertamente gay apparso nella sua rivista. Secondo un articolo su CNN.com, la nuova serie unisce al lavoro dell'autore originale, John Severin, ora di 86 anni, la fantasia dello scrittore televisivo Ron Zimmerman, a cui sarebbe venuta l'idea di rendere il personaggio omosessuale.  L'orientamento sessuale di Rawhide Kid è reso indirettamente, attraverso eufemismi e giochi di parole, e lo stile del fumetto è tipicamente camp.  I gruppi conservatori hanno protestato, convinti che l'omosessualità del personaggio possa corrompere i bambini, e tutte le copertine della serie presentano l'etichettatura di prodotti "per un pubblico di soli adulti".
Nella serie Young Avengers, iniziata nel 2005, i due personaggi principali sono due adolescenti omosessuali, Hulkling e Wiccan. L'orientamento sessuale dei personaggi è stato criticato da alcuni lettori e successivamente difesa dagli autori, con una lunga serie di interventi all'interno dei fumetti. The Young Avengers ha portato alla Marvel il suo primo (e finora unico) GLAAD Award nel 2005. Hulkling era stato originariamente pensato per essere un personaggio femminile ma, come racconta Tom Brevoort: "Allan aveva proposto originariamente di rendere Hulkling un personaggio femminile che usasse le sue capacità di mutaforma per fingersi un uomo. Sospetto che questo fosse il massimo a cui Allan pensasse di poter aspirare nella rappresentazione di una relazione apertamente omosessuale in un fumetto Marvel. Ma, quando iniziammo... cominciò ad avere dei ripensamenti e mi chiese di rendere entrambi i personaggi di sesso maschile."
Nell'ultima pubblicazione di X-Factor, scritta da Peter David, il mutante Rictor e il suo amico di lunga data Shatterstar (con il quale sussisteva una relazione ambigua) vengono mostrati nell'atto di baciarsi. Dopo la pubblicazione del numero, Peter David ha confermato la bisessualità dei due personaggi nel suo blog e ha espresso il desiderio di sviluppare ulteriormente la loro relazione. Uno dei creatori di Shatterstar, Rob Liefeld, ha successivamente espresso il suo malcontento per la decisione ma, nonostante le sue lamentele, sia Peter David che il caporedattore della Marvel Joe Quesada hanno difeso questa posizione e la storia probabilmente continuerà come previsto.

### Anni 2010
In Astonishing X-Men #51, del 2012, assistiamo al matrimonio tra Northstar e il suo partner di lunga data, Kyle Jinadu. Sebbene non si tratti del primo matrimonio tra persone dello stesso sesso a comparire in un fumetto di supereroi (ricordiamo il matrimonio tra Apollo e Midnighter in The Authority), è il primo ad apparire in una serie tanto famosa.
Dati i numerosi flirt con personaggi di vario genere e sessualità da parte di Deadpool, i fan hanno ipotizzato una suo pan o omnisessualità. Gli scrittori Gerry Duggan e Gail Simone, così come Terry Miller, regista del film Deadpool, non hanno rifiutato tale teoria. Tuttavia, Fabian Nicieza, uno dei creatori del personaggio, ha dichiarato su Twitter che tale speculazione sulla sua sessualità non sarebbe valida, in quanto le cellule cerebrali del personaggio sono in flusso continuo, il che implicherebbe il suo essere omosessuale e poi eterosessuale un minuto dopo. Questo commento non è stato gradito dai fan, poiché sembrerebbe suggerire che l'orientamento sessuale del personaggio sia legato al suo disturbo mentale.
Hercules, in lavori come Hercules: Fall of an Avenger e X-Treme X-Men è stato rappresentato come bisessuale. Tuttavia, il caporedattore della Marvel, Axel Alonso, ha dichiarato che nella nuova serie Hercules sarà eterosessuale, causando delusione tra i fan e la critica.
Altri importanti personaggi che sono recentemente stati indicati come appartenenti alla comunità LGBT sono Iceman, dichiaratosi omosessuale, e il genderfluid e bisessuale Loki.

## Altri editori: Archie, Malibu, Image, Dark Horse
Negli anni '90 assistiamo alla creazione di una serie di case editrici indipendenti che ottengono risultati in grado di competere con i giganti dell'industria, Marvel e DC. Tra queste, Malibu Comics, Image Comics e, successivamente, Dark Horse Comics. Note per la maggiore libertà artistica concessa ai loro autori, non hanno adottato il Comics Code, permettendo così l'esplorazione di tematiche più mature. Di conseguenza, le pubblicazioni di queste aziende includevano un numero maggiore di personaggi e trame LGBT. Tra questi ricordiamo Spectral e Turbo Charge (dai fumetti di Malibu) e Sarah Rainmaker di Promethea e Gen 13 (entrambi creati da Wildstorm per Image Comics prima di essere rilevati dalla DC). Una cultura aliena caratterizzata da generi insoliti, pratiche sessuali esotiche e amori omosessuali è raccontata in A Distant Soil, scritto da Colleen Doran, e nominato per il Gaylactic Spectrum Award. Alcuni sottolineano che la Malibu Comics vanta, nella serie Mantra, "un supereroe di sesso maschile e immortale, la cui anima è reincarnata nel corpo di una donna" e quindi "quasi" trans e, in Rising Stars, un personaggio probabilmente transessuale chiamato Joshua Cane.
I fumetti della Dark Horse di Buffy l'ammazzavampiri presentano le lesbiche Willow, Tara Maclay e Kennedy e, nella serie televisiva, Andrew Wells, che non ha ancora fatto coming out. I fumetti dell'ottava stagione di Buffy hanno attirato l'attenzione dei media, perché vedono la protagonista impegnata in un'avventura di una notte con un'altra ragazza. Gli autori, oltre a Buffy stessa all'interno della serie, hanno negato che questo episodio implichi l'omosessualità del personaggio e Joss Whedon ha risposto dicendo: "Non renderemo Buffy gay, né sprecheremo tempo a ribadire la sua non omosessualità. Si tratta di una ragazza giovane e che sta sperimentando e che è, soprattutto, di ampie vedute."
La Archie Comics ha presentato il suo primo personaggio omosessuale, Kevin Keller, nel 2010. L'American Family Association si è espressa negativamente a riguardo della questione omosessuale ma Veronica #202 ha avuto un successo tale che tutte le copie sono state vendute, con la successiva scelta di dedicare un'intera serie al personaggio.
Mey Rude, scrivendo per Autostraddle, ha dichiarato che una vera e propria rappresentazione trans è avvenuta a partire dal 2013, che lei considera "l'età dell'oro dei fumetti trans", citando titoli come Bitch Planet (di Kelly Sue DeConnick), The Unbeatable Squirrel Girl (di Erika Henderson), e molti altri. Ciò è stato accompagnato da più fumetti finanziati da crowdfunding e realizzati da persone transessuali, creando così "una nuova tipologia di rappresentazione della transessualità, ad opera di persone trans, sulle persone trans e per persone trans."

## Fandom e premi
Con l'aumento della visibilità della comunità LGBT attraverso autori e personaggi, il fandom stesso si è evoluto: panel dedicati alla discussione di tematiche LGBT si tengono regolarmente alle convention di fumetti, come il Comicon e il Gaylaxicon, con stand dedicati a opere sul tema. Come ha dichiarato Ted Abenheim, presidente dell'evento di Prism Comics, nel 2008, "siamo al sesto anno di esposizione al Comic-Con, con stand più grandi e più eventi che mai". Esistono numerosi siti Web dedicati ai fandom di fumetti LGBT e con contenuti di autori dello staff, come Prismcomics.org, Pinkkrytonite.com e Gayleague.com.

### Premi GLAAD
Il primo GLAAD Award per la categoria fumetti è stato assegnato nel 1992 (a The Flash della DC). Da allora, numerosi altri premi GLAAD sono stati assegnati a opere fumettistiche tradizionali, inclusi Green Lantern e The Authority della DC e Young Avengers della Marvel. Paul Lopez racconta che i fan appartenenti alla comunità LGBT e i creatori stessi si chiedono "se i premi riguardino più il clamore dei media o il contenuto effettivo dei fumetti".

### Gaylactic Spectrum Awards
I Gaylactic Spectrum Awards vengono assegnati a opere di fantascienza, fantasy o horror pubblicate negli Stati Uniti e la categoria "Altri lavori" consente la nomina di serie di fumetti, sia in serie che opere singole. Tra i titoli vincitori ritroviamo Green Lantern, The Authority e Gotham Central della DC, e tra le nomination lavori della Marvel (X-Force, X-Statix), della Dark Horse (Buffy Season Eight) e Image Comics (A Distant Soil).